# Neofito IV di Costantinopoli
Neofito IV (in greco Νεόφυτος Δ΄?; XVII secolo – dopo il 1689) è stato un arcivescovo ortodosso greco con cittadinanza ottomana, che ha ricoperto la carica di Patriarca ecumenico di Costantinopoli tra il 27 novembre 1688 e il 7 marzo 1689.
Neofito era vescovo metropolitano di Adrianopoli e fu eletto dopo la deposizione del suo predecessore, Callinico II  Dopo soli cinque mesi, lo stesso Callinico riuscì a rovesciarlo e a tornare sul trono.